# Parafenomén
Parafenoménnak általános értelemben a parapszichológiai képességekkel magas szinten rendelkező személyt nevezik, míg a bioenergetikai parafenomén olyan ember elnevezése, aki a genetikai adottságainál fogva - az átlagosnál több - bioenergiával, következésképpen erősebb aurával, bioelektromosságal és biomágnesességgel rendelkezik.

## Etimológia
A parafenomén kifejezés görög szavakból eredő összetett szó: para (valami mellett, valamin túl, valamihez hasonló) + fenomén (ritka jelenség, kivételes tehetség).

## Bioenergetika
A bioenergetika alapján a parafenomén saját elhatározásából kisebb-nagyobb mértékben módosítani és manipulálni tudja maga körül a térerőt.  
Ezen emberek képességei közé tartozik, hogy az élő és élettelen környezetükre kedvező (például gyógyító) vagy ártó (pl. bénító) céllal, testi érintéssel vagy bizonyos távolságon belül az aurájuk kisugárzásával át tudják vinni a bioelektromosságot és a biomágnesességet. A parafenoménoknak általában extraszensz és intraszensz adottságaik is vannak. Az említett képességeik többnyire nem függnek az életkortól és a testi méreteiktől. Gyermekkorban ugyanúgy adottak a bioelektromos és biomágneses tulajdonságaik, mint idős életszakaszukban.
A bioenergia a természetgyógyászok szerint mindemellett átadható, amiben a gyógyító a saját energiáit vagy az ún. kozmikus energiát (prána, csi) egyaránt használhatja. A minden emberben jelen levő, kézből kiáramló sugárzás egyik neve a magnetizmus.
Egyes nézetek szerint már a prehisztorikus korban is alkalmazták, ahogy ezt a barlangrajzok is bizonyítják. Az ősi egyiptomi orvostudomány egyik alapvető gyógyító eljárása a kézrátétel: ezt számos domborművön megjelenítették. Egyes nézetek alapján a III. dinasztia idején uralkodott Neterikhet Dzsószer fáraó (ur.: kb. Kr. e. 2668 – Kr. e. 2649) alattvalóit gyógyította ezzel a módszerrel, s ezzel olyan sikereket ért el, hogy még életében isteni rangra emelték. A magnetizmussal kapcsolatos hatalmas tudásanyag megsemmisült, az iratok elpusztultak az alexandriai könyvtárat elemésztő tűzvész során, de a híres memphiszi Szerapeum gyógyító papjainak öröksége nem veszett el végérvényesen.

A középkorban elég volt egy óvatlan célzás arra, hogy valaki ilyen dolgokat ismer, s az illető máris mehetett a máglyára, de a hosszú pangás után a nagynevű Paracelsus ismét a tudomány rangjává emelte. Később Mesmer a magnetizmus segítségével gyógyított.
A mai kor híres magyar parafenoméne Harasztosi László.

## Parapszichológia
A parapszichológia alapján a pszi képességekkel magas szinten rendelkező emberek megnevezése. E képességek közé számítják a telepátiát, tisztánlátást, a paranormális gyógyítást stb.  
A pszi képességek a tudatműködések szerves részét képezik, az érzékszerveken túli észlelés (ESP) és a véletlen-befolyásolás (MikroPK) kísérletileg például mindenkinél kimutatható. A parafenomének a pszi-t az átlagnál jóval markánsabban produkálják, elsősorban a MakroPK (pl. tárgymozgatás) területén.
Minden idők (tudományos igénnyel megfigyelt) legtehetségesebb parafenoménjeként kétségkívül Daniel Dunglas Home  (1833 – 1886) skót származású amerikai médiumot tekinthetjük. Home képes volt tárgyakat, sőt saját magát lebegtetni, teste képes volt megnyúlni, ellenállt a tűznek és még számtalan hasonló „furcsaságot” produkált. A kiemelkedő tisztánlátók és paranormális gyógyítók közé sorolhatjuk még Edgar Cayce-t (1877 – 1945) aki minden eléje kerülő betegről azonnali diagnózist állított fel és tudta a megfelelő kezelést is rá.
A jelen és a közelmúlt parafenoménjei közé sorolhatjuk többek között a magyarországi zsidó származású Uri Gellert, vagy a francia Jean Pierre Girard-ot, akik főképp a paranormális fémhajlításban értek el sikereket. Girard például leforrasztott üvegcsőbe zárt fémszalagokat és rideg fémötvözeteket hajlított meg pusztán tudati elvárásával. A tárgymozgatás jelenségét pedig a volt Szovjetunióban Nyina Kulagina  (Нине́ль Серге́евна Кула́гина, 1926 – 1990) tudta gyakorlatilag megismételhetően produkálni, amiről sok filmfelvétel is készült.

## Vallások
A bennszülött vallásokban egyes sámánok, a zsidó vallásban a próféták, a kereszténységben bizonyos szentek, a buddhizmusban egyes lámák és szerzetesek voltak természetfeletti képességekkel megáldva, akiket szintén a parafenomének csoportjába sorolhatunk.
Az abhidzsnyá buddhista fogalom, amely "természetfeletti tudás"t vagy "közvetlen megismerés"t jelent. 
A hinduizmusban a paranormális képességek a tökéletessé vált mestereknek, egyes jógiknak és aszkétáknak (szvámik, szádhuk stb.) tulajdonítottak, akiket szanszkrit szóval sziddhānak (सिद्ध) neveznek.